# Пунданг (лінія метро, Сеул)
Пунданг (лінія метро, Сеул) (кор. 분당선) — лінія міжміського метрополітену що обслуговує Сеул, міста-супутники Соннам і Йонг'ін, та місто Сувон.

## Історія
Будівництво лінії розпочалося 26 лютого 1990 року, початкова дільниця «Сусо» — «Орі» (без станції «Іме») з 11 станцій відкрилася 1 вересня 1994 року. 

### Хронологія подальшого розвитку
- 3 вересня 2003 — розширення лінії на північ на 5 станцій, дільниця «Сусо» — «Соллинг» (без станції «Гурьонг»).
- 16 січня 2004 — на діючій ділянці відкрита станція «Іме».
- 24 вересня 2004 — на діючій дільниці відкрита станція «Гурьонг».
- 26 листопада 2004 — біля електродепо відкрита тимчасова наземна станція «Бочонг».
- 24 грудня 2007 — на діючій дільниці в депо відкрита станція «Чукчон».
- 28 грудня 2011 — розширення на південь на 4 станції, дільниця «Чукчон» — «Гіхинг».
- 6 жовтня 2012 — розширення лінії на північ на 5 станцій, дільниця «Соллинг» — «Вангсімні».
- 1 грудня 2012 — розширення лінії на південь на 4 станції, дільниця «Гіхинг» — «Мангпхо».
- 30 листопада 2013 — розширення лінії на південь на 4 станції, дільниця «Мангпхо» — «Сувон».

## Лінія
Лінію обслуговують два види потягів. На станціях від Сеула до Йонг'іна потяги зупиняються на кожній станції, тоді як на південній ділянці лінії частина потягів курсують в режимі експрес, зупиняючись лише на деяких станціях. Інтервал руху на лінії починається від 4 хвилин у годину пік, пізно ввечері збільшується до 8 хвилин. Рухомий склад складається з 282 вагонів, лінію обслуговують 47 шестивагонних потягів що живляться від повітряної контактної мережі.

## Станції
Всі старі станції після реконструкції обладнані захисними скляними дверима що відділяють платформу від потяга. Нові станції  відкривалися одразу закритого типу.
Станції з півночі на південь, від центру Сеула до Сувона. 
| Пунданг   |                                |                  |                     |                                 |                                        |                                         |                                                 |
| № станції | Назва українською              | Назва корейською | Назва англійською   | Розташування                    | Пересадка                              | Тип                                     | Дата відкриття                                  |
| K210      | «Вангсімні»                    | 왕십리           | «Wangsimni»         | Район Сонгдонг, Сеул            | Друга лінія П'ята лінія Кьонгі-Чунганг | Наземна з острівною платформою          | 6 жовтня 2012                                   |
| K211      | «Сеульський ліс»               | 서울숲           | «Seoul Forest»      | Район Сонгдонг, Сеул            |                                        | Підземна з береговими платформами       | 6 жовтня 2012                                   |
| K212      | «Апгучонг Родео»               | 압구정로데오     | «Apgujeongrodeo»    | Район Кангнам, Сеул             |                                        | Підземна з береговими платформами       | 6 жовтня 2012                                   |
| K213      | «Адміністрація району Кангнам» | 강남구청         | «Gangnam-gu Office» | Район Кангнам, Сеул             | Сьома лінія                            | Підземна з береговими платформами       | 6 жовтня 2012                                   |
| K214      | «Сончонгнинг»                  | 선정릉           | «Seonjeongneung»    | Район Кангнам, Сеул             | Дев'ята лінія                          | Підземна з береговими платформами       | 6 жовтня 2012                                   |
| K215      | «Соллинг»                      | 선릉             | «Seolleung»         | Район Кангнам, Сеул             | Друга лінія                            | Підземна з береговими платформами       | 3 вересня 2003                                  |
| K216      | «Ханті»                        | 한티             | «Hanti»             | Район Кангнам, Сеул             |                                        | Підземна з береговими платформами       | 3 вересня 2003                                  |
| K217      | «Догок»                        | 도곡             | «Dogok»             | Район Кангнам, Сеул             | Третя лінія                            | Підземна з острівною платформою         | 3 вересня 2003                                  |
| K218      | «Гурьонг»                      | 구룡             | «Guryong»           | Район Кангнам, Сеул             |                                        | Підземна з береговими платформами       | 24 вересня 2004                                 |
| K219      | «Гапхо донг»                   | 개포동           | «Gaepo-dong»        | Район Кангнам, Сеул             |                                        | Підземна з береговими платформами       | 3 вересня 2003                                  |
| K220      | «Демосан Іпку»                 | 대모산입구       | «Daemosan»          | Район Кангнам, Сеул             |                                        | Підземна з береговими платформами       | 3 вересня 2003                                  |
| K221      | «Сусо»                         | 수서             | «Suseo»             | Район Кангнам, Сеул             | Третя лінія                            | Підземна з береговими платформами       | 1 вересня 1994                                  |
| K222      | «Бокчонг»                      | 복정             | «Bokjeong»          | Район Сонгпа, Сеул              | Восьма лінія                           | Підземна з острівною платформою         | 1 вересня 1994                                  |
| K223      | «Університет Гачхон»           | 가천대           | «Gachon University» | Місто Соннам, провінція Кьонгі  |                                        | Підземна з береговими платформами       | 1 вересня 1994                                  |
| K224      | «Тепхьонг»                     | 태평             | «Taepyeong»         | Місто Соннам, провінція Кьонгі  |                                        | Підземна з береговими платформами       | 1 вересня 1994                                  |
| K225      | «Моран»                        | 모란             | «Moran»             | Місто Соннам, провінція Кьонгі  | Восьма лінія                           | Підземна з береговими платформами       | 1 вересня 1994                                  |
| K226      | «Ятап»                         | 야탑             | «Yatap»             | Місто Соннам, провінція Кьонгі  |                                        | Підземна з береговими платформами       | 1 вересня 1994                                  |
| K227      | «Іме»                          | 이매             | «Imae»              | Місто Соннам, провінція Кьонгі  | Кьонгганг                              | Підземна з береговими платформами       | 16 січня 2004                                   |
| K228      | «Сохьон»                       | 서현             | «Seohyeon»          | Місто Соннам, провінція Кьонгі  |                                        | Підземна з береговими платформами       | 1 вересня 1994                                  |
| K229      | «Суне»                         | 수내             | «Sunae»             | Місто Соннам, провінція Кьонгі  |                                        | Підземна з береговими платформами       | 1 вересня 1994                                  |
| K230      | «Чонгча»                       | 정자             | «Jeongja»           | Місто Соннам, провінція Кьонгі  | Сінпунданг                             | Підземна з береговими платформами       | 1 вересня 1994                                  |
| K231      | «Мігим»                        | 미금             | «Migeum»            | Місто Соннам, провінція Кьонгі  | Сінпунданг                             | Підземна з береговими платформами       | 1 вересня 1994                                  |
| K232      | «Орі»                          | 오리             | «Ori»               | Місто Соннам, провінція Кьонгі  |                                        | Підземна з двома острівними платформами | 1 вересня 1994                                  |
| K233      | «Чукчон»                       | 죽전             | «Jukjeon»           | Місто Йонг'ін, провінція Кьонгі |                                        | Наземна з двома острівними платформами  | 24 грудня 2007                                  |
| K234      | «Бочонг»                       | 보정             | «Bojeong»           | Місто Йонг'ін, провінція Кьонгі |                                        | Підземна з береговими платформами       | 26 листопада 2004 (стара) 28 грудня 2011 (нова) |
| K235      | «Гусонг»                       | 구성             | «Guseong»           | Місто Йонг'ін, провінція Кьонгі |                                        | Підземна з береговими платформами       | 28 грудня 2011                                  |
| K236      | «Сінгаль»                      | 신갈             | «Singal»            | Місто Йонг'ін, провінція Кьонгі |                                        | Підземна з береговими платформами       | 28 грудня 2011                                  |
| K237      | «Гіхинг»                       | 기흥             | «Giheung»           | Місто Йонг'ін, провінція Кьонгі | Ever                                   | Підземна з двома острівними платформами | 28 грудня 2011                                  |
| K238      | «Сангкаль»                     | 상갈             | «Sanggal»           | Місто Йонг'ін, провінція Кьонгі |                                        | Підземна з береговими платформами       | 1 грудня 2012                                   |
| K239      | «Чхонгмьонг»                   | 청명             | «Cheongmyeong»      | Місто Сувон, провінція Кьонгі   |                                        | Підземна з береговими платформами       | 1 грудня 2012                                   |
| K240      | «Йонгтонг»                     | 영통             | «Yeongtong»         | Місто Сувон, провінція Кьонгі   |                                        | Підземна з береговими платформами       | 1 грудня 2012                                   |
| K241      | «Мангпхо»                      | 망포             | «Mangpo»            | Місто Сувон, провінція Кьонгі   |                                        | Підземна з береговими платформами       | 1 грудня 2012                                   |
| K242      | «Метан-Квонсон»                | 매탄권선         | «Maetan–Gwonseon»   | Місто Сувон, провінція Кьонгі   |                                        | Підземна з береговими платформами       | 30 листопада 2013                               |
| K243      | «Мерія Сувона»                 | 수원시청         | «Suwon City Hall»   | Місто Сувон, провінція Кьонгі   |                                        | Підземна з береговими платформами       | 30 листопада 2013                               |
| K244      | «Мегьо»                        | 매교             | «Maegyo»            | Місто Сувон, провінція Кьонгі   |                                        | Підземна з береговими платформами       | 30 листопада 2013                               |
| K245      | «Сувон»                        | 수원             | «Suwon»             | Місто Сувон, провінція Кьонгі   | Перша лінія                            | Підземна з береговими платформами       | 30 листопада 2013                               |

## Розвиток
До кінця 2018 року планується обєднати лінію Пунданг та Суїн, створивши єдину лінію Пунданг-Суїн (від «Вангсімні» до станції «Інчхон»). Після відкриття нової ділянки з 5 станції, разом з діючіми станціями лінії Суїн на новій лінії буде 63 станції.

## Галерея

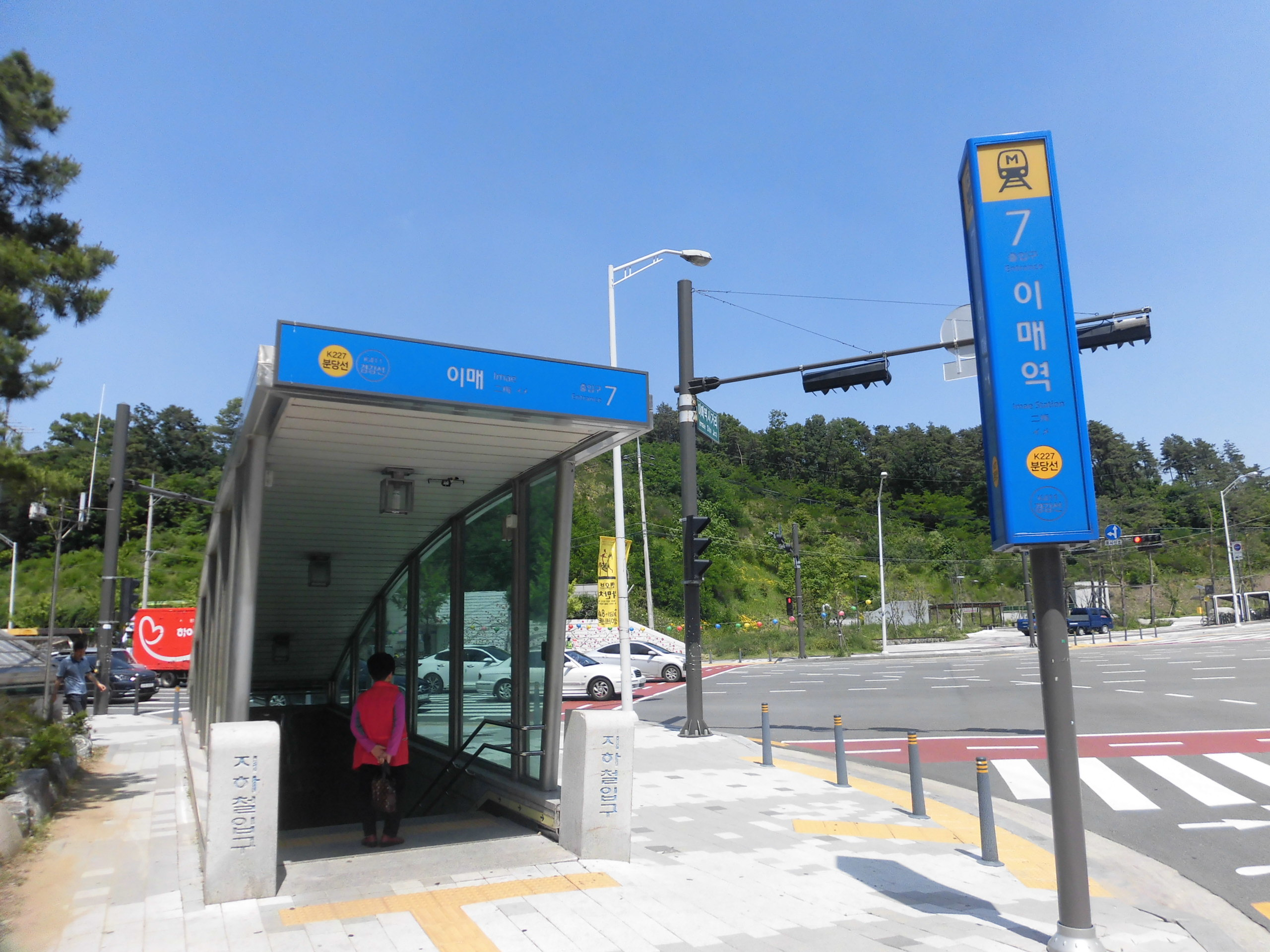
Один з виходів зі станції «Іме»
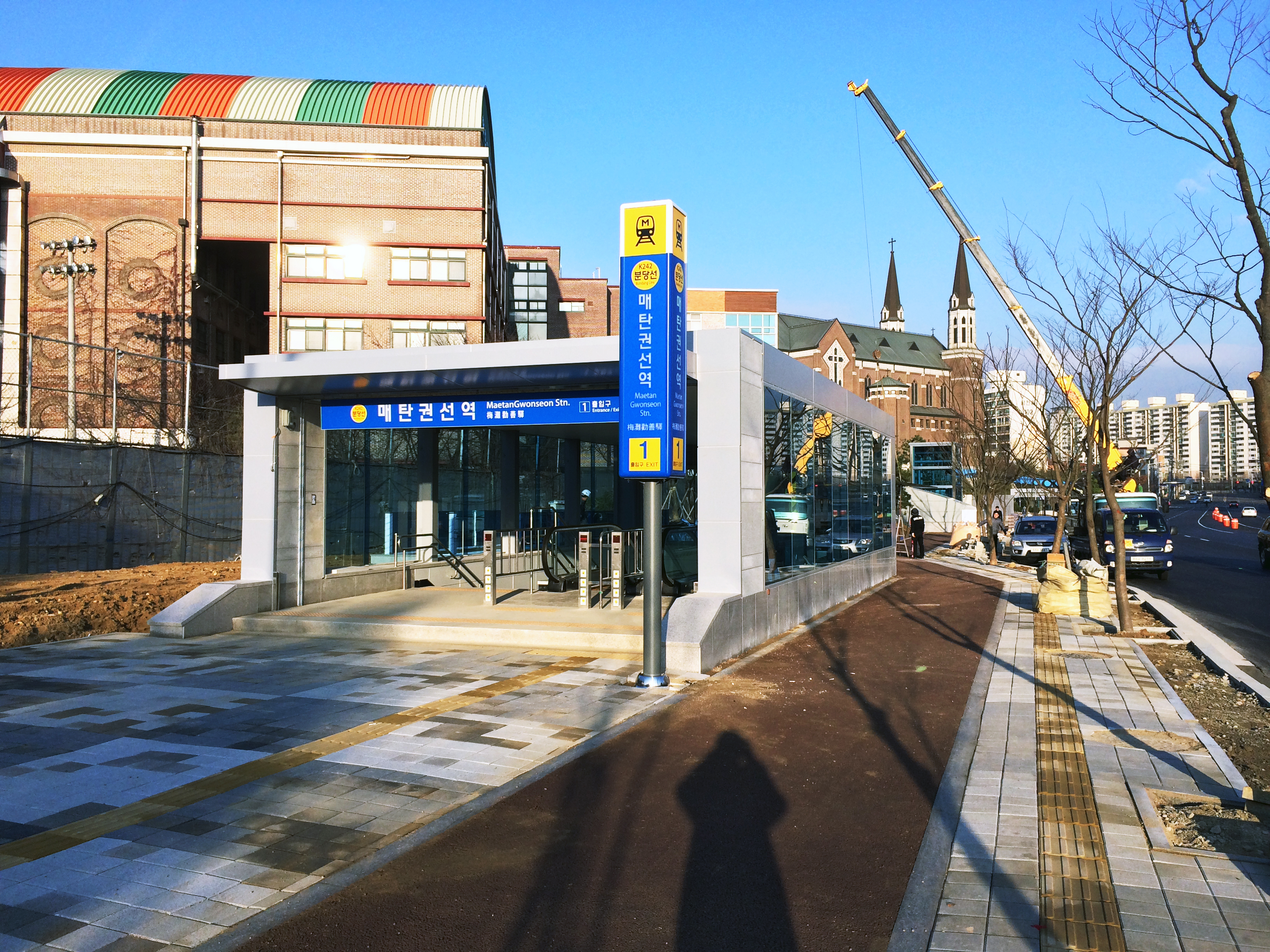
Один з виходів зі станції «Метан-Квонсон»
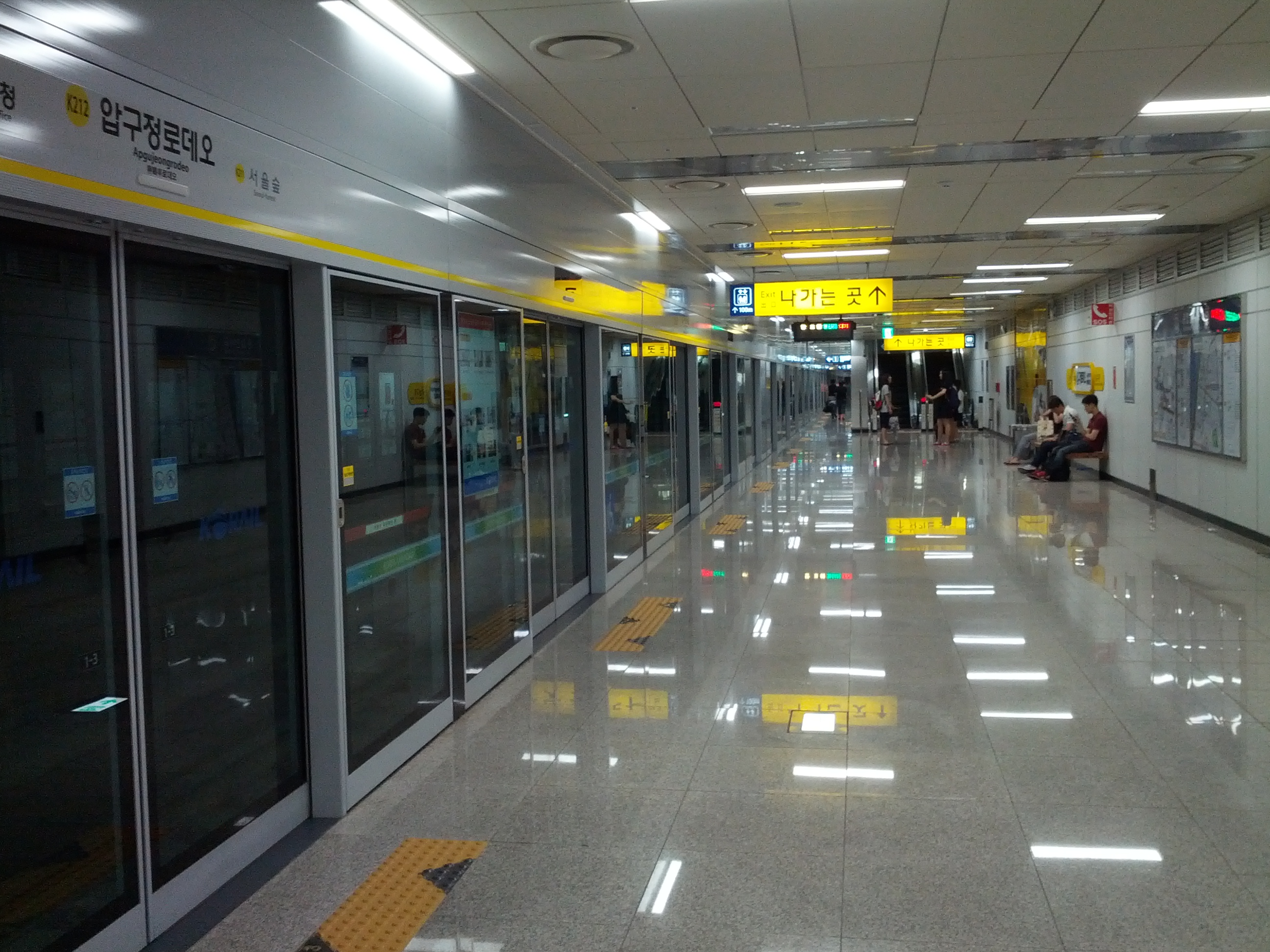
Платформа станції «Апгучонг Родео»
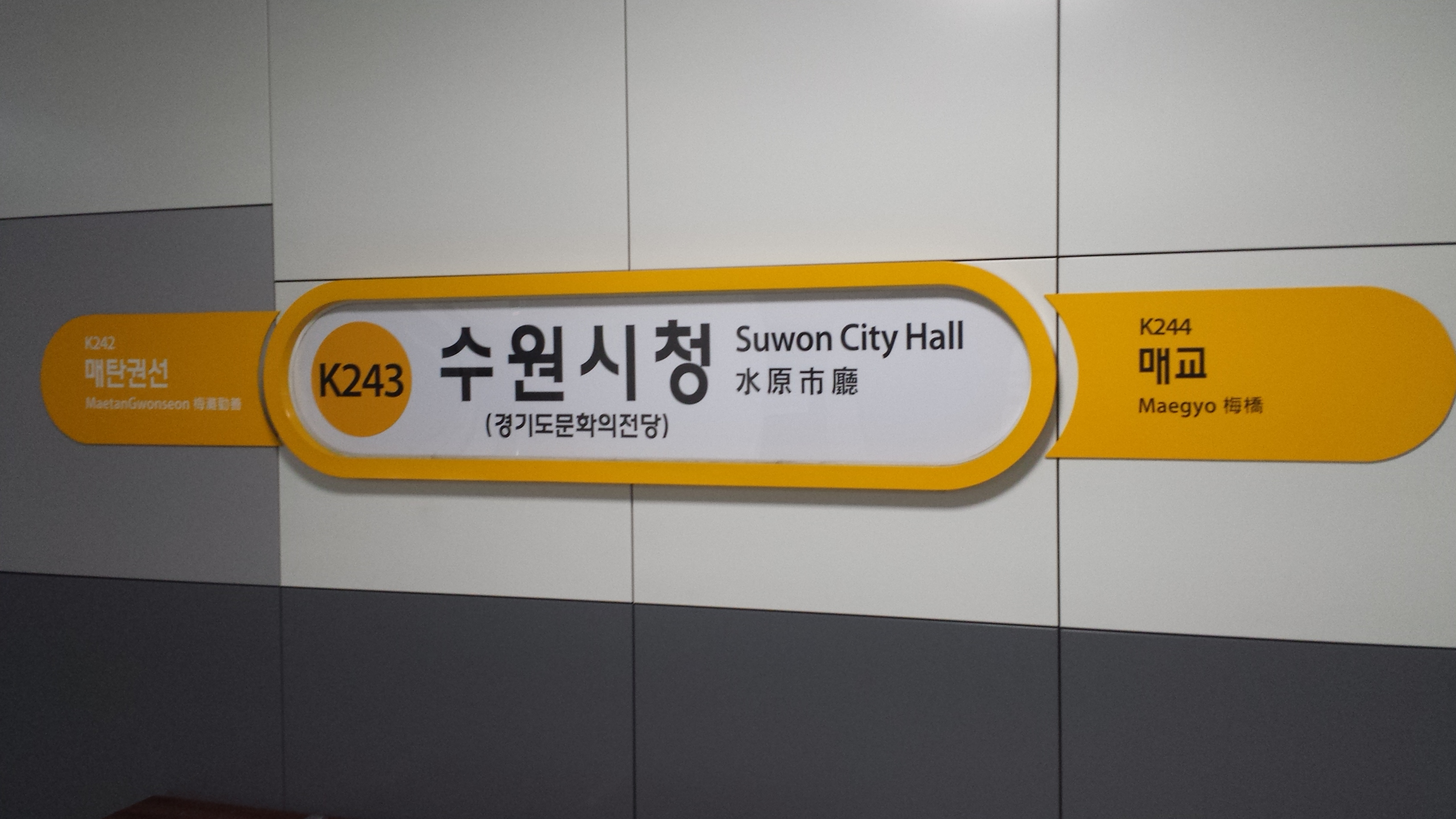
Типовий покажчик на стіні станції «Мерія Сувона»